# Fraser Stoddart
Sir James Fraser Stoddart (n. 24 mai 1942, Edinburgh, Scoția, Regatul Unit – d. 30 decembrie 2024, Melbourne, Victoria, Australia) a fost un chimist britanic-american. Este laureat al Premiului Nobel pentru Chimie 2016, împreună cu Jean-Pierre Sauvage  și Bernard L. Feringa.